# Canon PowerShot G
Canon PowerShot G je serija digitalnih kompaktnih fotoaparatov japonskega proizvajalca Canon Inc. Namenjeni so zahtevnejšim amaterskim fotografom, saj ponujajo večji nabor možnosti kot večina kompaktnih digitalnih fotoaparatov, med njimi zajemanje slike v formatu RAW, nastavek za zunanjo bliskavico, litijevo-ionski akumulator ter množico dodatkov (filtri, predleče idr.).
V seriji je deset modelov, zadnji med njimi G12, ki je bil predstavljen septembra 2010. Število štiri so pri podjetju izpustili zaradi vraževerja, saj se v japonščini beseda »štiri« izgovarja kot »ši«, v mandarinščini pa kot »si«, kar je v obeh primerih zelo podobno besedi za smrt. Štiri tako v japonski kulturi velja za nesrečno število. Preskočili so tudi številko 8.

## Specifikacije
| #   | ločljivost (megapiksli) | velikost slike (piksli) | optični zoom (35 mm ekvivalent) | največji razpon aperture | velikost LCD   | predstavljen   | opombe | slika |
| --- | ----------------------- | ----------------------- | ------------------------------- | ------------------------ | -------------- | -------------- | --- | ----- |
| G1  | 3.3                     | 2048 × 1536             | 3× (34-102mm)                   | F2.0-F2.5                | 1,8" premičen  | September 2000 | Prvi fotoaparat iz serije |       |
| G2  | 4                       | 2272 × 1704             | 3× (34-102mm)                   | F2.0-F2.5                | 1,8" premičen  | Avgust 2001    | |       |
| G3  | 4                       | 2272 × 1704             | 4× (35-140mm)                   | F2.0-F3.0                | 1,8" premičen  | September 2002 | Prvi s procesorjem DiG!C in notranjim filtrom za enakomerno gostoto. |       |
| G5  | 5                       | 2592 × 1944             | 4× (35-140mm)                   | F2.0-F3.0                | 1,8" premičen  | Junij 2003     | Skoraj identičen modelu G3. |       |
| G6  | 7.1                     | 3072 × 2304             | 4× (35-140mm)                   | F2.0-F3.0                | 2,0" premičen  | Avgust 2004    | |       |
| G7  | 10                      | 3648 × 2736             | 6× (35-210mm)                   | F2.8-F4.8                | 2,5" nepomičen | September 2006 | Prvi s procesorjem DiG!C III. Nove leče omogočajo ostrenje na razdalji 1 cm in optično stabilizacijo slike. Največja občutljivost ISO 3200. Čip zaznava obraze pri samodejnem ostrenju. G7 je bil edini model iz serije brez podpore za shranjevanje v formatu RAW, prav tako ni podpiral Compact Flash. |       |
| G9  | 12.1                    | 4000 × 3000             | 6× (35-210mm)                   | F2.8-F4.8                | 3,0" nepomičen | Avgust 2007    | Podoben modelu G7, le s ponovno podporo formatu RAW, boljšim LCD zaslonom in novim senzorjem. |       |
| G10 | 14.7                    | 4415 × 3312             | 5× (28-140mm)                   | F2.8-4.5                 | 3,0" nepomičen | Oktober 2008   | Prvi s procesorjem DiG!C 4 in novim širokokotnim objektivom s krajšim razponom zooma. Povečana ločljivost zaslona in CCD čipa, boljši akumulator. |       |
| G11 | 10.0                    | 3648 × 2736             | 5× (28-140mm)                   | F2.8-4.5                 | 2,8" premičen  | Oktober 2009   | Manjša ločljivost in večja občutljivost tipala - do ISO 12.800 |       |